# Protoceratopsidae
Protoceratopsidae — родина динозаврів з клади цератопсів. Відомі переважно з пізньокрейдових відкладень у пустелі Гобі. Найкраще вивчений вид Protoceratops andrewsi, описаний 1923 року.